# Euwintonius thaiensis
Euwintonius thaiensis – gatunek kosarza z podrzędu Laniatores i rodziny Assamiidae.

## Występowanie
Gatunek występuje w Tajlandii.